# Institut pour la protection de l'environnement
Pour les articles homonymes, voir IPE.
L'Institut pour la protection de l'environnement, « IPÊ » pour Instituto de Pesquisas Ecológicas en portugais, est une organisation a but non lucratif pour la sauvegarde de la biodiversité au Brésil.

## Activités
L'Institut pour la protection de l'environnement conduit un programme composé d'une chaîne d'activités ayant pour conséquence le développement de la forêt et de la faune du Brésil :
1. Formation des paysans a de nouvelles méthodes de culture qui remplacent la déforestation par le reboisement
2. Enrichissement des paysans grâce à l'amélioration des cultures, à la vente de produits de qualité et à la rémunération des travaux de reboisement
3. Rétablissement progressif et naturel de la faune
4. Accession à une reconnaissance nationale découlant sur une aide de l'état permettant le financement des formations et des activités de reboisement
5. etc., le cercle vertueux est relancé.

## Personnalités
L'Institut pour la protection de l'environnement est dirigée par le couple Suzana et Claudio Padua. Suzana et Claudio Padua ont été élus "Héros de la planète" par le Time Magazine.

## Récompenses
L'Institut pour la protection de l'environnement est membre de "Wildlife Trust Alliance". L'UNESCO a identifié ses travaux de conservation de la forêt du Brésil comme une des meilleures réponses à la conservation de la nature.